# Sint-Jan-de-Doperkerk (Herderen)
De Sint-Jan-de-Doperkerk is een kerkgebouw in Herderen in de Belgische gemeente Riemst in Limburg. Ze is gelegen aan de St.-Jansstraat en ligt op een heuvel waar een deel van het dorp ook op ligt. Naast het kerkgebouw ligt de begraafplaats en zijn er grafkruizen uit de 17e en 18e eeuw. Het is de parochiekerk van het dorp en is gewijd aan Johannes de Doper.
Het bakstenen gebouw is een eenbeukige kruiskerk, bestaande uit zes traveeën, een vergroot transept met vijf traveeën en een koor met vlakke sluiting en een rechte travee. Tegen de zuidzijde van het koor is de sacristie aan gebouwd. Het gebouw heeft verder een spitsboogportaal in de noordzijde, in de westzijde een oculus en verder smalle rechthoekige muuropeningen en een geprofileerd, spitsboogvormig galmgat. Het gebouw draagt een zadeldak, van steunberen voorzien traveeën en bakstenen spitsboogvensters met een afwerking in natuursteen.
Van binnen is het gebouw bepleisterd en heeft het mergelstenen kruisribgewelven. Tussen de middenbeuk en de zijbeuken bevinden zich spitsboogarcades op samengestelde zuilen met zware kapitelen.

## Toren
De voorstaande westtoren uit mergelstenen heeft twee geledingen en een ingesnoerde naaldspits. Aan de zuidzijde van de toren bevindt zich een polygonaal traptorentje.

## Geschiedenis
De kerk werd in 1848 gebouwd in neogotische stijl. Daarbij werd de gotische toren uit de vijftiende tot begin zestiende eeuw behouden.
In 1940 werd de kerk beschadigd en vervolgens in 1941 door Jozef Deré herbouwd naar de oorspronkelijke toestand.